# Sokolia skala
Sokolia skala este o arie protejată (arie specială de conservare — SAC, sit de importanță comunitară — SCI) din Slovacia întinsă pe o suprafață de 11,76 ha, integral pe uscat.

## Localizare
Centrul sitului Sokolia skala este situat la coordonatele 48°32′45″N 20°33′58″E / 48.545751°N 20.565982°E.

## Înființare
Situl Sokolia skala a fost declarat sit de importanță comunitară în septembrie 2015 pentru a proteja 1 specie de plante și 8 specii de animale. Situl a fost protejat și ca arie specială de conservare în octombrie 2017.

## Biodiversitate
Situată în ecoregiunea panonică, aria protejată conține 7 habitate naturale: Păduri pe pante, grohotișuri și ravene de Tilio-Acerion, Pajiști panonice carstice (Stipo-Festucetalia pallentis), Izvoare petrifiante cu formare de travertin (Cratoneurion), Grohotișuri medio-europene calcaroase, de la nivel colinar și montan, Pante stâncoase calcaroase cu vegetație casmofită, Peșteri inaccesibile publicului, Păduri de fag din Europa Centrală dezvoltate pe sol calcaros cu Cephalanthero-Fagion.
La baza desemnării sitului se află mai multe specii protejate:
- plante (1): sisinei (Pulsatilla grandis)
- mamifere (4): liliac cârn (Barbastella barbastellus), liliac comun (Myotis myotis), liliacul mare cu potcoavă (Rhinolophus ferrumequinum), liliacul mic cu potcoavă (Rhinolophus hipposideros)
- nevertebrate (4): rădașcă (Lucanus cervus), Pholidoptera transsylvanica, Rosalia alpina, bythinella pannonica (Sadleriana pannonica)